# Lepturges linearis
Lepturges linearis är en skalbaggsart som beskrevs av Bates 1863. Lepturges linearis ingår i släktet Lepturges och familjen långhorningar. Inga underarter finns listade i Catalogue of Life.